# Eugonus
Eugonus là một chi mọt nấm trong họ bọ cánh cứng Anthribidae. Có khoảng 18 loài đã được mô tả thuộc Eugonus.

## Loài
18 loài dưới đây được xếp vào chi Eugonus:
- Eugonus adustus Poinar & Legalov, 2016
- Eugonus albofasciatus Motschulsky, 1874
- Eugonus angustus Poinar & Legalov, 2016
- Eugonus bicolor Valentine, 1972
- Eugonus bostrichoides Fahraeus, 1839
- Eugonus decorus Jordan, 1906
- Eugonus dermestoides Suffrian, 1870
- Eugonus diversipes Frieser, 1978
- Eugonus fallax Gemminger & Harold, 1872
- Eugonus languidus Frieser, 1978
- Eugonus ornatus Jordan, 1904
- Eugonus particolor Jordan, 1904
- Eugonus pictus Valentine, 1972
- Eugonus robustus Jordan, 1904
- Eugonus simplex Jordan, 1904
- Eugonus subcylindricus Fahraeus, 1839
- Eugonus tenuis Jordan, 1904
- Eugonus virgatus Gyllenhal, 1833